# Zelotes capensis
Zelotes capensis är en spindelart som beskrevs av FitzPatrick 2007. Zelotes capensis ingår i släktet Zelotes och familjen plattbuksspindlar. Inga underarter finns listade i Catalogue of Life.